# Das Biest muß sterben
Das Biest muß sterben (Que la bête meure) ist ein Spielfilm von Claude Chabrol aus dem Jahr 1969 nach dem Kriminalroman Das Biest (The Beast Must Die) von Nicholas Blake (Pseudonym von Cecil Day-Lewis).

## Handlung
Der neunjährige Sohn Michel des verwitweten Schriftstellers Charles Thénier wird auf einer Straßenkreuzung von einem rücksichtslosen Autofahrer getötet, der unerkannt Fahrerflucht begeht. Nachdem Charles seinen ersten Schmerz überwunden hat, entschließt er sich dazu, den Schuldigen zu finden und zu töten, allerdings gibt es keinerlei Anhaltspunkte, die Ermittlungen der Polizei verlaufen ergebnislos. Durch einen Zufall erfährt Charles, dass sich die Fernsehschauspielerin Hélène Lanson im Wagen befunden hat. Um zu erfahren, ob sie oder jemand anders den Wagen gesteuert hat, sucht er Hélènes Bekanntschaft und wird ihr Geliebter. Bei einem Kurzurlaub in der Bretagne stellt sie ihn ihrer Familie vor. So gelangt er in das Haus ihres Schwagers, des Autowerkstattbesitzers Paul Decourt. Paul erweist sich sofort als arrogantes Ekel, das andere Menschen nur ausnutzt und selbst die eigene Familie bei jeder Gelegenheit schikaniert und demütigt. Bei einer Besichtigung von Pauls Werkstatt findet Charles den Unfallwagen und in Paul den Unfallflüchtigen.
Obwohl Paul auch von der übrigen Familie außer von seiner Mutter verabscheut wird, gibt Charles seine Absichten niemandem gegenüber preis, schreibt jedoch den Wunsch, Paul zu töten, explizit in sein Tagebuch, das er mit sich führt. Zwischen Charles und Pauls halbwüchsigem Sohn Philippe baut sich eine Ersatzvaterbeziehung auf. Philippe, der seinen Vater ebenfalls abgrundtief hasst, fordert Charles sogar offen dazu auf, Paul zu ermorden, ansonsten tue er es selbst. 
Als Paul bei einem gemeinsamen Strandausflug beinah von der Felsklippe stürzt, will Charles zunächst die Gelegenheit nutzen, doch dann rettet er Paul das Leben und überredet ihn später zu einem Segeltörn zu zweit, um ihn dabei ungestört über Bord gehen zu lassen. Doch im Boot zieht Paul eine Waffe und zwingt Charles zur Rückfahrt: Er habe dessen Tagebuch gelesen und sei über Charles’ wahre Absichten im Bilde; das Tagebuch sei bereits bei Pauls Anwalt. Sie kehren ans Land zurück, Charles wird aus dem Haus geworfen und reist mit Hélène ab. Als er ihr bei einer Pause auf der Fahrt erklärt, dass er der Vater des überfahrenen Jungen ist und sich an Paul rächen will, erfahren sie aus einer TV-Meldung, dass Paul zum Zeitpunkt ihrer Abreise eine tödliche Vergiftung erlitten hat und sie beide von der Polizei gesucht werden. Sie kehren in Pauls Haus zurück. 
Charles streitet im Verhör zunächst die Tat ab, wird aber vom Kommissar Constant, der das Tagebuch gelesen hat, unter dringendem Tatverdacht verhaftet, obwohl Charles zu seiner Verteidigung vorbringt, dass er alle Mordpläne aufgeben musste, nachdem er von Paul wusste, dass das Tagebuch dann der Polizei bekannt werden würde. Während der Kommissar noch rätselt, ob Charles das Tagebuch eventuell aus diesem Grund absichtlich zu seiner Entlastung lanciert hat, erscheint Philippe, gesteht den Mord und übergibt als Beweis das Medikamentenfläschchen, in das er das Rattengift gemischt und das er nach dem Mord im Keller versteckt hat. Charles äußert sich nicht dazu, verlässt als freier Mann das Kommissariat und kündigt Hélène an, ihr am nächsten Morgen alles zu erklären. Das tut er jedoch nicht persönlich, sondern in Form eines Abschiedsbriefes zur Weiterleitung an die Polizei, in dem Charles detailliert darlegt, den Mord allein begangen zu haben, und Philippe ausdrücklich entlastet: Der Gedanke, für den Rachemord am Mörder seines Sohnes den Sohn des Mörders büßen zu lassen, sei zwar verlockend, aber so gefühllos habe ihn sein Schmerz doch nicht gemacht. Er selbst fahre nun aufs Meer hinaus und werde dort für immer verschwinden.

## Hintergrund
Wieder einmal nennt Chabrol seine Protagonistin „Hélène“, ein Rollenname, der sonst für seine Frau Stéphane Audran reserviert ist (Das Auge des Bösen; Der Schlachter; Die untreue Frau; Der Riß; Vor Einbruch der Nacht).
Das Lied Denn es gehet dem Menschen wie dem Vieh (Koh 3,19-22 ) aus den Vier ernsten Gesängen von Johannes Brahms, gesungen von Kathleen Ferrier, durchzieht den Film als musikalisches Grundmotiv.

## Kritiken
„"Das Biest muss sterben" zeigt Chabrols Kunst auf einem künstlerischen Höhepunkt. Seine wahre Meisterschaft zeigt sich im Detail und einer unmerklich daher kommenden Art, Dingen, die klar zu sein scheinen, einen anderen Charakter zu geben. An der Düsterkeit seines Werkes und dem pessimistischen Blick auf die bürgerliche Gesellschaft kann dabei kein Zweifel sein, wenn er hier den negativsten Menschen als den Lebendigsten schildert - damit stellt er das Leben selbst in Frage und kommt zum Schluss auf seine anfänglichen Klänge zurück: "O Tod, wie bitter bist du..." .“

„Weniger ein Kriminalreißer als eine dramatische Beschreibung menschlicher Verhaltensweisen und Antriebe im Stil Chabrols.“

„Chabrol benutzt auch in diesem Film die Struktur des Kriminalfilms, ohne einen zu machen. Nichts wird verheimlicht, das einzig Unsichere ist die Psyche seiner Personen. Nicht eine verworrene Geschichte will Chabrol zeigen, sondern die Verwirrung des Zuschauers herbeiführen.“